# Halldór Snorrason
Halldór Snorrason, född omkring 1012, var en isländsk bonde. Han var son till Snorre gode. 
Halldór var i många år väring i Miklagård och Harald Hårdrådes trogne tjänare samt följde denne hem till Norge, men uppväckte en gång till den grad kungens vrede, att han måste fly till Island (1051), där han dog (på Hjarðarholt). Halldórs berättelser om Haralds färd i Grekland lärde sig en "sagoman" (Thorstein frode kallas han i några källor), och denne framsade dem för kung Harald och hans hird – ett gott exempel på, hur isländska sagor kunde uppstå och fortplantas från mun till mun. Den nämnda sagan är inte bevarad oförändrad, men ligger säkerligen till grund för motsvarande kapitel i de skrivna "kungasagorna".